# Squash au Pakistan
Bien que le hockey sur gazon soit le sport national du Pakistan et le cricket de loin le sport le plus populaire, le squash est le sport dans lequel le Pakistan a obtenu le plus de succès. Le Pakistan a dominé le squash comme aucun autre pays au monde durant près de 5 décennies. Il a atteint son apogée dans les années 1980 et 1990 avec les règnes de Jahangir Khan et Jansher Khan. Entre 1950 et 1997, le Pakistan a accumulé plus de 30 titres du  British Open et 14 titres de champion du monde. Sur les onze éditions du championnats du monde par équipes entre 1976 et 1995, le Pakistan participe à dix finales, l'emportant à six reprises.

## Histoire
Historiquement, le squash est amené par l'armée britannique pour laquelle ce sport est une des distractions. Ce schéma se retrouve au Pakistan mais aussi en Malaisie ou bien en Égypte, autres pays dominants du squash.

### Hashim Khan, le précurseur
Hashim Khan est le premier Pakistanais à dominer ce sport.
Le père de Hashim Khan, Abdullah Khan, était chef steward d'un club de Peshawar où les officiers britanniques stationnés dans la région jouaient au squash. Il amena Hashim à l'âge de 8 ans sur les courts de squash qui étaient utilisés par les militaires pour se détendre lorsqu'ils ne s'acquittaient pas de leurs fonctions. Le père de Khan est mort dans un accident de voiture à l'âge de 11 ans, et il quitte l'école pour devenir un ramasseur de balles et nettoyeur de terrain. "Pour avoir balayé l'endroit, ils me payaient quatre annas par jour", déclara Khan au New York Times en 1957. "Une Anna est une seizième partie d'une roupie. Cinq roupies valent un dollar américain.".
Dans sa jeunesse, Hashim Khan sert comme ramasseur de balles non rémunéré au club, récupérant des balles qui ont été frappées hors du terrain par les officiers britanniques. Quand les officiers avaient fini de jouer, Khan et les autres ramasseur de balles s'emparaient des terrains. En 1942, il devient entraîneur de squash dans un mess des officiers de l'armée de l'air britannique. Lorsque le Pakistan devient un État indépendant, il est nommé professionnel du squash dans l'armée de l'air pakistanaise et remporte le premier championnat de squash pakistanais en 1949.
En 1951, alors que Hashim Khan avait une trentaine d'années, le gouvernement du Pakistan - en particulier l'armée de l'air pakistanaise - le sponsorise pour le British Open. C'était la première fois que Hashim Khan portait des chaussures sur le terrain. Il se rend au Royaume-Uni pour jouer le British Open et remporte le titre en battant Mahmoud Karim en finale 9-5,9-0 et 9-0. Il bat encore Karim en finale en 1952 9-5,9-7,9-0. Il remporte de nouveau la victoire les quatre années consécutives, battant R. B. R. Wilson d'Angleterre en finale de 1953; son frère cadet Azam Khan en deux finales serrées en cinq jeux en 1954 et 1955 et Roshan Khan en finale de 1956. Hashim Khan est finaliste devant Roshan Khan en 1957 et remporte son septième et dernier titre du British Open en 1958, lorsqu'il bat Azam en finale.
Son exemple a rapidement été imité par d'autres joueurs comme son frère Azam Khan ou bien encore Roshan Khan.

## Jahangir Khan, l'invincible

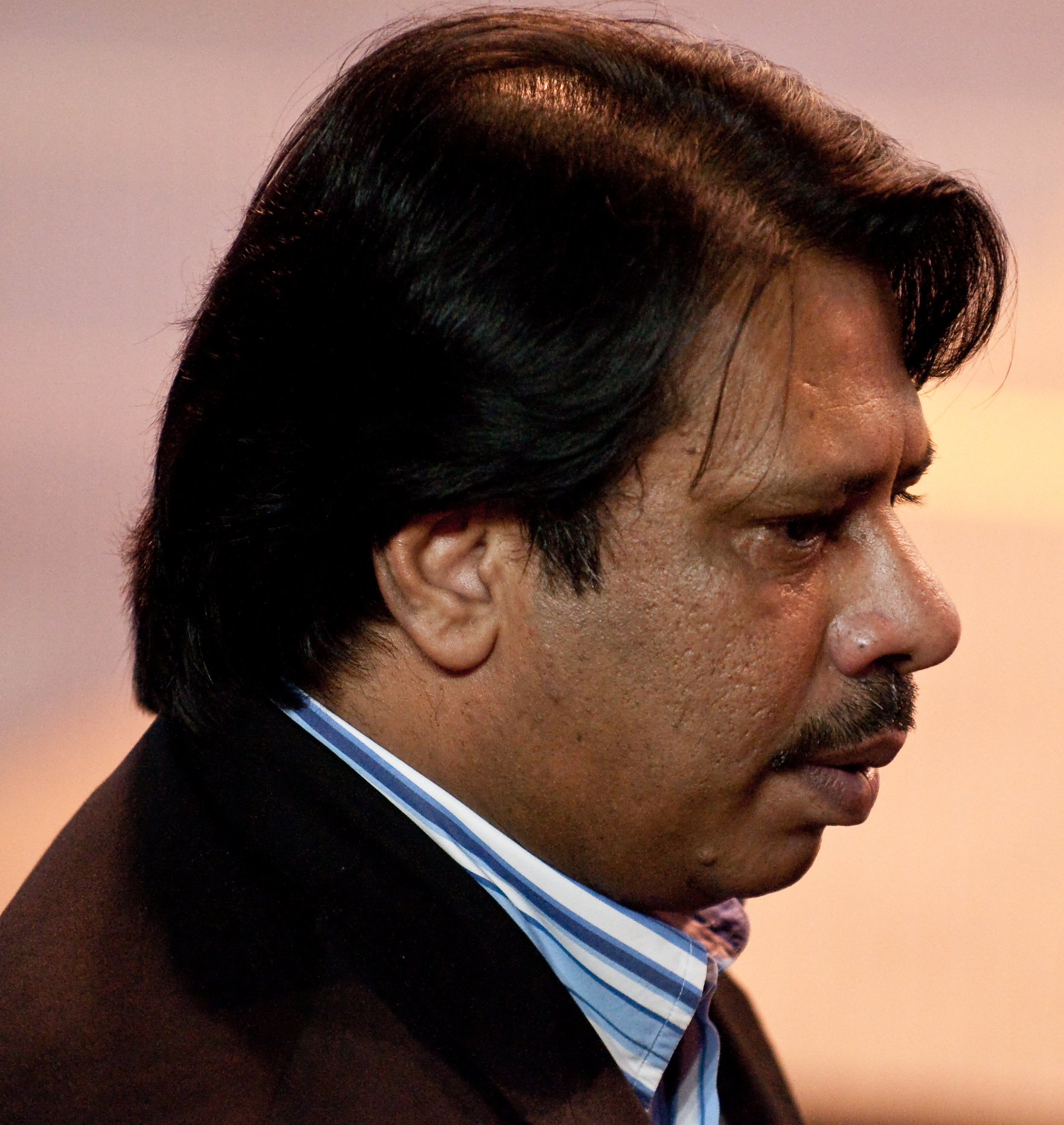
Jahangir Khan invaincu pendant 555 matchs consécutifs.

Dans cette ligné prestigieuse, Jahangir Khan est considéré par beaucoup comme le meilleur joueur de squash de tous les temps. Il est le fils de Roshan Khan, vainqueur du British Open en 1957 et qui l'initie très tôt au squash. Il est entraîné par son cousin Rehmat Khan. Au cours de sa carrière, il remporte six fois le championnat du monde et dix fois le tournoi le plus prestigieux le British Open. Entre 1981 et 1986, il est invaincu en compétition pendant cinq ans. Pendant cette période, il gagne 555 matchs consécutifs. C'est non seulement la plus longue série de victoires de l'histoire du squash, mais aussi l'une des plus longues séries victorieuse de tous les athlètes dans les sports professionnels de haut niveau.

## Jansher Khan, l'héritier

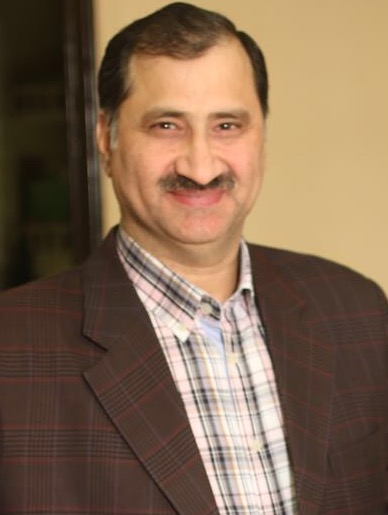
Jansher Khan en 2016.

Jansher Khan est originaire de Peshawar comme Jahangir Khan mais sans lien de parenté. Il a un immense palmarès comportant huit titres de champion du monde, six British Open et un nombre record de 99 tournois remportés. Il arrive au plus haut niveau très jeune en étant champion du monde 1987 à l'âge de 18 ans alors qu'il est champion du monde junior. Jansher Khan et Jahangir Khan se sont rencontrés 37 fois en compétition officielle : Jansher Khan remporta 19 victoires contre 18 pour Jahangir Khan. La fin de règne de Janghir coïncidant avec l'avènement de Jansher donna l'impression au monde du squash que les Pakistanais étaient invincibles dans ce sport.

## Le déclin
Cependant, depuis 1998, lorsque Jansher Khan est défait en finale du British Open, le squash pakistanais tombe de son apogée et n'est plus la force dominante du squash. Aucun Pakistanais n'a depuis lors atteint la finale du British Open ou du championnat du monde.
L'instabilité politique du Pakistan et la guerre civile larvée ont profondément déstabilisé les successeurs des légendaires Jahangir et Jansher Khan. En février 2017, le Pakistan a même été interdit d'organisation de tournois de squash par la PSA pour des raisons de sécurité avant que l'interdiction ne soit levée fin août,.
En 2017, le Pakistan remporte le championnat du monde junior par équipes, le seul titre individuel et collectif qui échappe cette année-là à l'Égypte, nouvelle force dominante du squash mondial. Alors que tous les espoirs du Pakistan se portent sur Nasir Iqbal, celui fait l'objet d'un contrôle antidopage positif et d'une suspension du 19 février 2016 au 19 février 2020. Le Pakistan renonce à participer aux championnats du monde par équipes 2019, décision qualifiée de journée la plus sombre de l'histoire du squash pakistanais.
En 2023, Hamza Khan devient champion du monde junior, 15 ans après la finale de Aamir Atlas Khan et 37 ans après le titre de Jansher Khan,.